# Parlamentswahl in Indien 2009
Bei der Parlamentswahl in Indien 2009 wurde das Unterhaus des gesamtindischen Parlaments, die Lok Sabha, gewählt. Die Wahlen fanden nicht an einem einzigen Tag, sondern verteilt über fünf Wahltermine, am 16., 22./23. und 30. April, sowie am 7. und 13. Mai 2009, statt. Dies hatte vor allem organisatorische Gründe. Alle Wahlergebnisse wurden jedoch erst am 16. Mai 2009 bekanntgegeben. Wahlberechtigt waren 713,8 Millionen Menschen. Indien sieht sich selbst als „größte Demokratie der Welt“ und die Wahlen wurden dementsprechend als die größte demokratische Wahlentscheidung der Welt gesehen.
Als Gewinner aus der Wahl ging die United Progressive Alliance (UPA), ein Parteienbündnis unter Führung des Indischen Nationalkongresses, hervor, das 262 der 543 Sitze (48,3 %) gewann. Besonders unerwartet war das gute Abschneiden der UPA in den Bundesstaaten Uttar Pradesh, Westbengalen, Kerala, Tamil Nadu und Rajasthan. Die von der hinduistischen Bharatiya Janata Party (BJP) angeführte National Democratic Alliance (NDA) kam auf 159 Sitze (29,3 %). Überraschend war auch das relativ schlechte Abschneiden der in dem Wahlbündnis der Third Front zusammengeschlossenen Linksparteien (79 Sitze, 14,5 %). Die landesweite Wahlbeteiligung lag bei 59,7 % (450,8 Millionen Wähler) und unter den gewählten Abgeordneten befinden sich 60 Frauen (11,0 %). Damit hatte die bisherige Regierung unter Führung des Premierministers Manmohan Singh ihren bisherigen parlamentarischen Rückhalt deutlich ausbauen können. In einer ersten kurzen Ansprache nach der Wahl dankte Premierminister Singh den Wählern für das Vertrauen, das sie in die Kongresspartei gesetzt hatten. Er versprach eine sozial handelnde Regierung („a caring government“) und eine Politik der nachhaltigen und gerechten wirtschaftlichen Entwicklung („sustained and equitable development“). Die Regierung würde weiter die säkulare Gesellschaftsordnung schützen und für eine Gesellschaft ohne Hass eintreten. Insbesondere die letzte Bemerkung war eine klare Absage an hindu-nationalistisches und (in geringerem Maße) radikal-muslimisches Gedankengut, aber auch an klassenkämpferische Parolen, wie sie von einem Teil der Oppositionsparteien vertreten worden waren.
Zeitgleich zu den Wahlen zum gesamtstaatlichen Parlament fanden auch Wahlen zu den Parlamenten der drei Bundesstaaten Andhra Pradesh, Orissa und Sikkim statt.

## Wahlrecht und Wahlmodus
Die Wahl fand nach dem einfachen Mehrheitswahlrecht in 543 Wahlkreisen statt. Die Wahlkreisgrenzen waren im Vorfeld der Wahl durch die Delimitation Commission of India entsprechend der Daten der Volkszählung von 2001 neu festgesetzt worden und unterschieden sich daher deutlich von denen der vorangegangenen Wahl 2004. Da die Mehrheitsverhältnisse in den meisten Wahlkreisen nicht eindeutig waren, bildeten sich vor den Wahlen Bündnisse und Allianzen aus verschiedenen Parteien, die sich untereinander auf gemeinsame Kandidaten für einzelne Wahlkreise einigten. Die Stimmen wurden in insgesamt 828.804 einzelnen Wahllokalen an elektronischen Wahlmaschinen abgegeben. Die Wähler konnten dabei per Knopfdruck nicht nur Namen, sondern auch Bild und Symbol ihres Kandidaten wählen. So sollte zum einen eine rasche Auswertung der Stimmergebnisse gewährleistet werden, zum andern sollte garantiert sein, dass auch die mehr als 100 Millionen Analphabeten im Land korrekt wählen konnten. Insgesamt verlief die Wahl und die Auszählung der Stimmen bemerkenswert reibungslos.

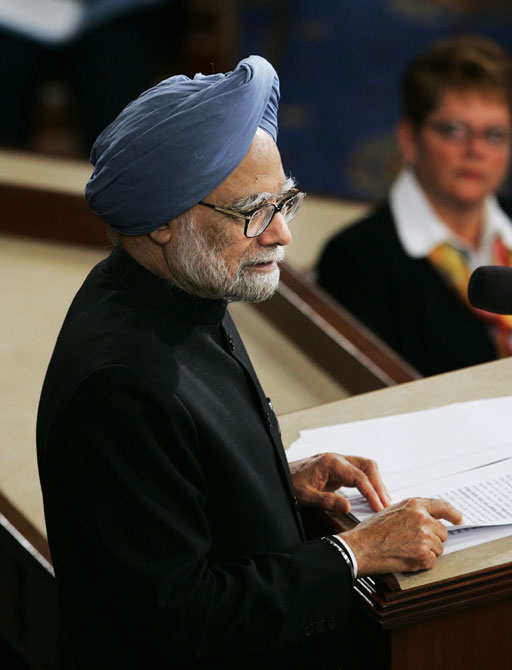
Premierminister Manmohan Singh – Spitzenkandidat der UPA
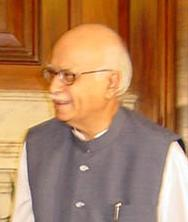
Lal Krishna Advani – Spitzenkandidat der NDA
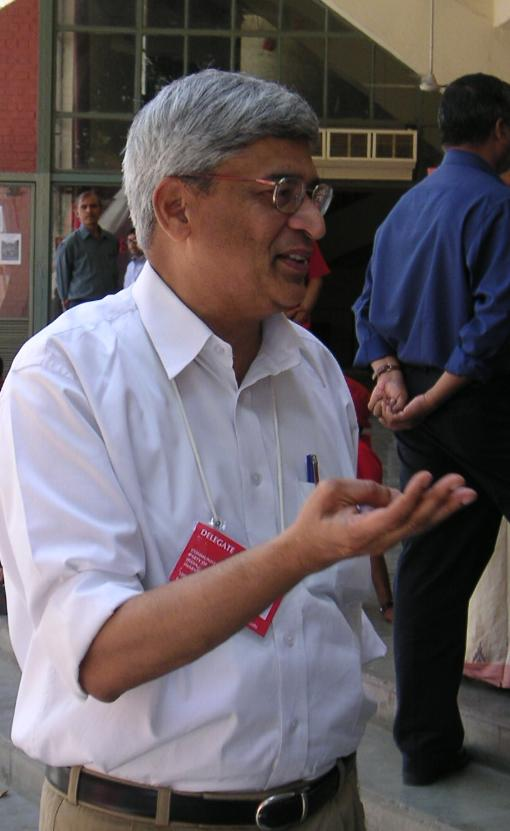
Prakash Karat, Generalsekretär der Communist Party of India (Marxist), einer der prominenten Politiker der Third Front
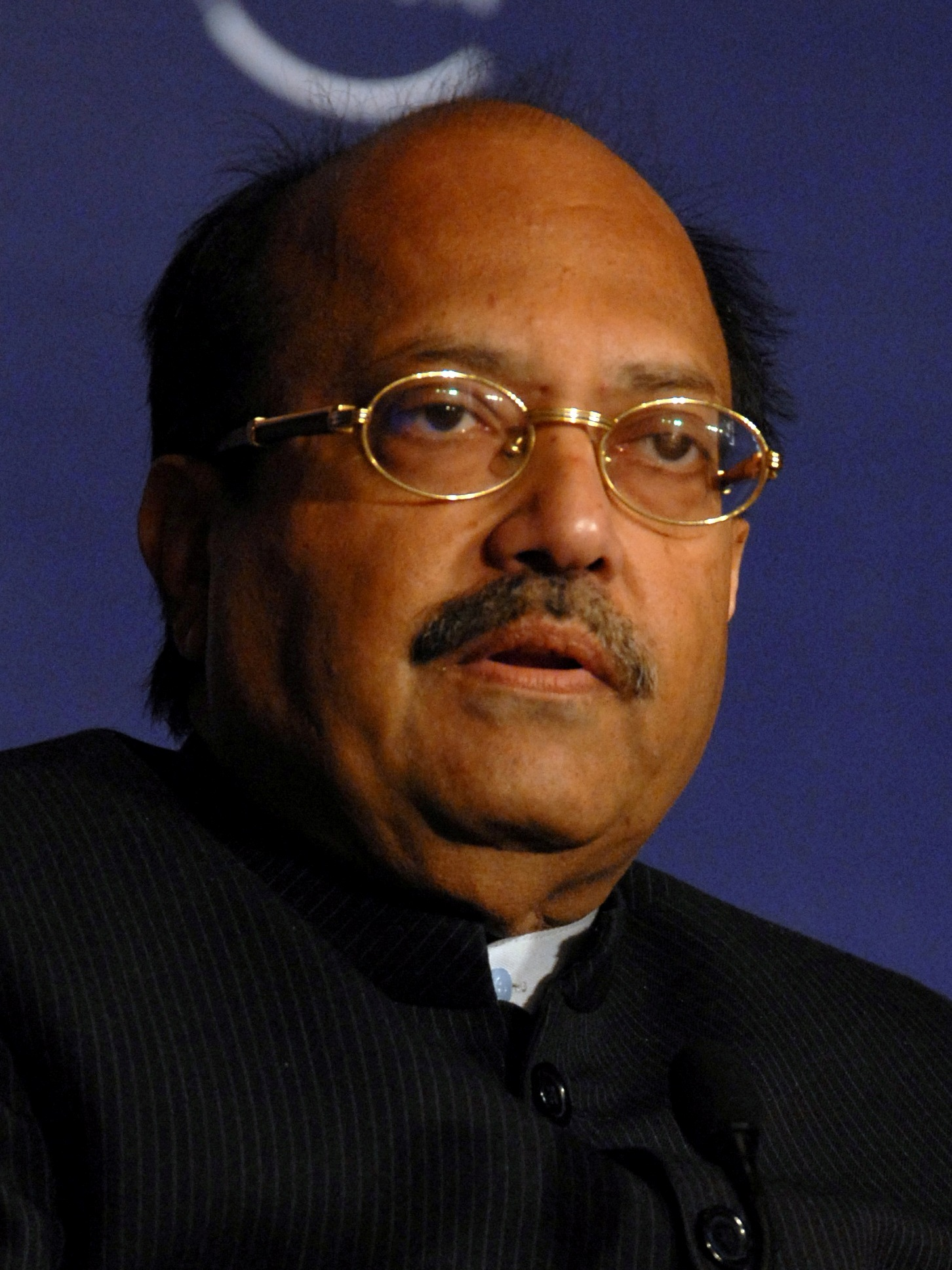
Amar Singh, Generalsekretär der Samajwadi Party, einer der Parteien der Fourth Front

## Parteien und Allianzen
Die Wahlen wurden durch vier große Parteienbündnisse geprägt. Da in den Wahlkreisen das Mehrheitswahlrecht gilt, sind bei den indischen Wahlen Wahlkreis-Kandidatenabsprachen gang und gäbe.

### United Progressive Alliance (UPA)
Die United Progressive Alliance ist eine Parteienallianz unter Führung des Indischen Nationalkongresses. Die UPA war nach den Parlamentswahlen 2004 gegründet worden und umfasste bei der jetzigen Wahl die folgenden Parteien: Dravida Munnetra Kazhagam (eine südindische Regionalpartei in Tamil Nadu), die Nationalist Congress Party (ganz überwiegend in Maharashtra), Jharkhand Mukti Morcha (in Jharkhand), All India Trinamool Congress (eine Abspaltung der Kongresspartei in Westbengalen), Jammu & Kashmir National Conference (eine Regionalpartei in Jammu und Kashmir) sowie einige kleinere Regionalparteien. Die Rashtriya Janata Dal (RJD) hatte dagegen die UPA-Allianz verlassen und sich der sogenannten Fourth Front angeschlossen. Spitzenkandidat für das Amt des Premierministers war der amtierende Premierminister Manmohan Singh, Vorsitzende der UPA war Sonia Gandhi, die Witwe des ehemaligen Premierministers Rajiv Gandhi.

### National Democratic Alliance (NDA)
Die National Democratic Alliance (NDA) ist ein Parteienbündnis unter Führung der hinduistisch-nationalistischen Bharatiya Janata Party (BJP). Die nach der BJP wichtigsten Parteien sind Shiv Sena (Regionalpartei aus Maharashtra), sowie Janata Dal, die in den Bundesstaaten Bihar und Karnataka ihre Schwerpunkte hat, Rashtriya Lok Dal in Uttar Pradesh, sowie Shiromani Akali Dal, eine Sikh-Partei aus dem Punjab. Im Vorfeld der Wahlen waren einige ehemalige Bündnispartner ausgeschert und in andere Lager gewechselt, so All India Trinamool Congress in das Lager der UPA und Biju Janata Dal sowie All India Anna Dravida Munnetra Kazhagam in das Lager der Third Front.
Spitzenkandidat der NDA war der 81-jährige Lal Krishna Advani von der BJP.

### Third Front
Die Third Front bildete ein heterogenes Bündnis aus Parteien des linken Spektrums, die sowohl gegen die kongressgeführte Regierung als auch gegen die BJP-geführte Opposition auftraten. Dazu gehören die Parteien der Left Front („Linksfront“). Es handelte sich um eine Allianz aus mehr als 10 verschiedenen politischen Parteien, die das politisch linke Spektrum abdecken. Hierzu gehören neben der Bahujan Samaj Party (überwiegend in Uttar Pradesh), der Vertreterin der immer noch in vielen Dingen benachteiligten unteren Kasten, die Kommunistischen Parteien Indiens (Communist Party of India und Communist Party of India (Marxist)), die ihre politischen Schwerpunkte in Westbengalen, Kerala und Tripura haben und Biju Janata Dal in Orissa.

### Fourth Front

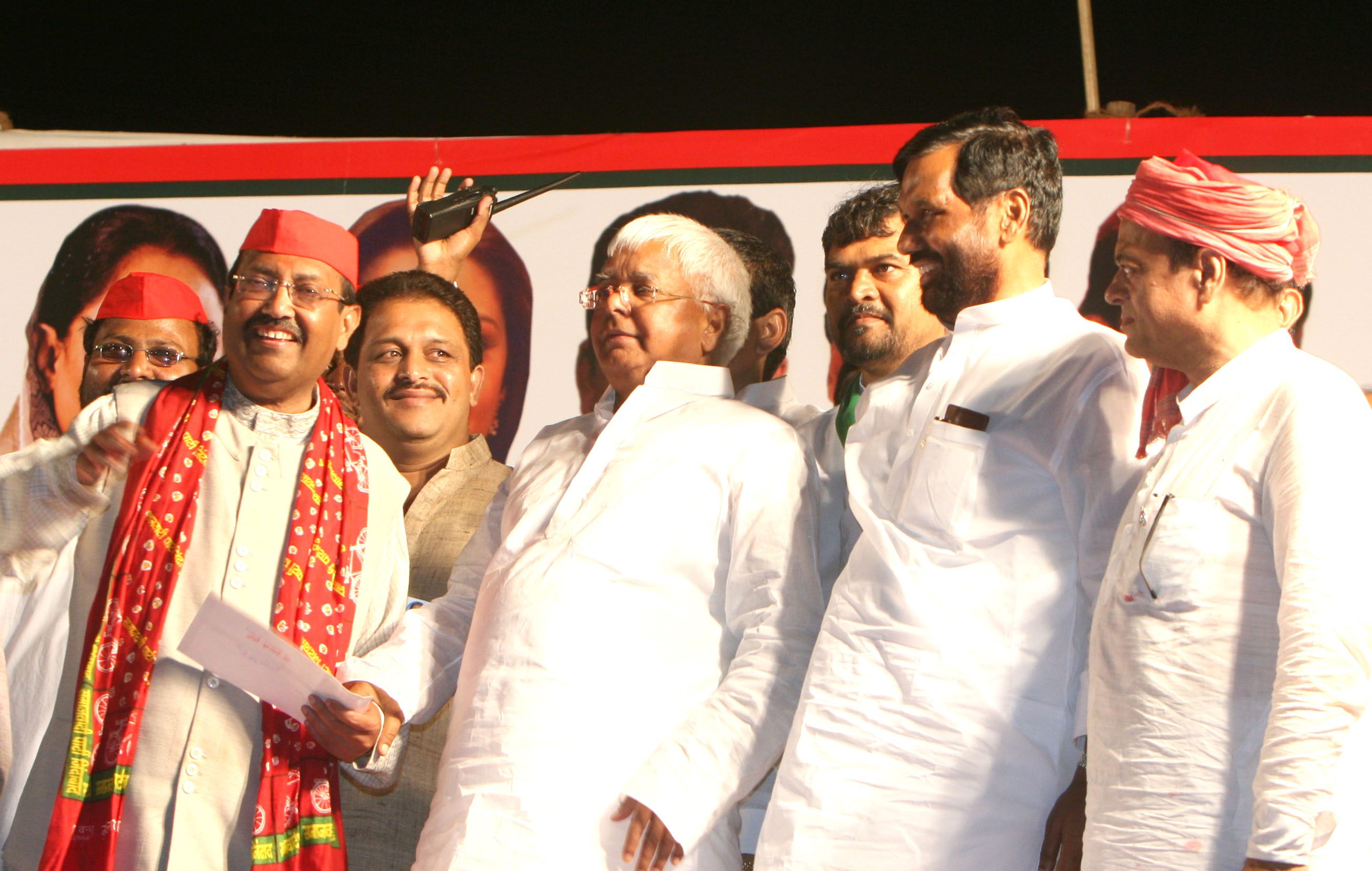
Politiker der Fourth Front bei einer Wahlkampfveranstaltung in Mumbai am 24. April 2009. Erste Reihe von links: Amar Singh, Lalu Prasad Yadav, Ram Vilas Paswan

Die Fourth Front bildete einen Zusammenschluss einiger Parteien, die keiner der o. g. Bündnisse angehören. Dazu gehörten die Parteien Rashtriya Janata Dal (RJD) und Lok Janshakti Party (LJP), beide mit Schwerpunkt in Bihar, die früher zum UPA-Parteienbündnis gehört hatten. Hinzu kam die hauptsächlich in Uttar Pradesh beheimatete Samajwadi Party (SP), die früher ebenfalls die UPA-Allianz von außen unterstützt hatte.

## Zeitlicher Ablauf der Wahlen

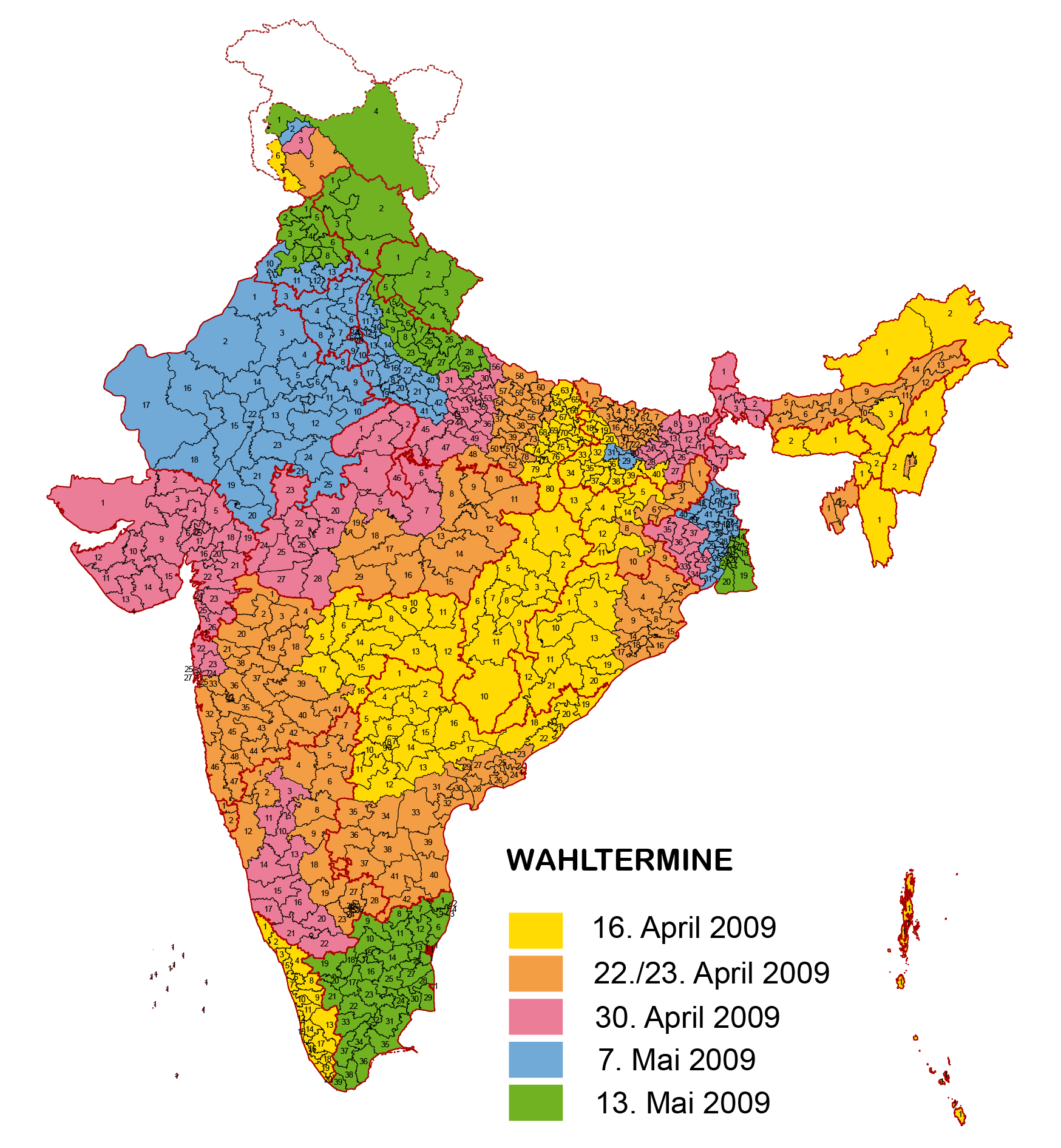
Zeitlicher Ablauf der Parlamentswahlen.

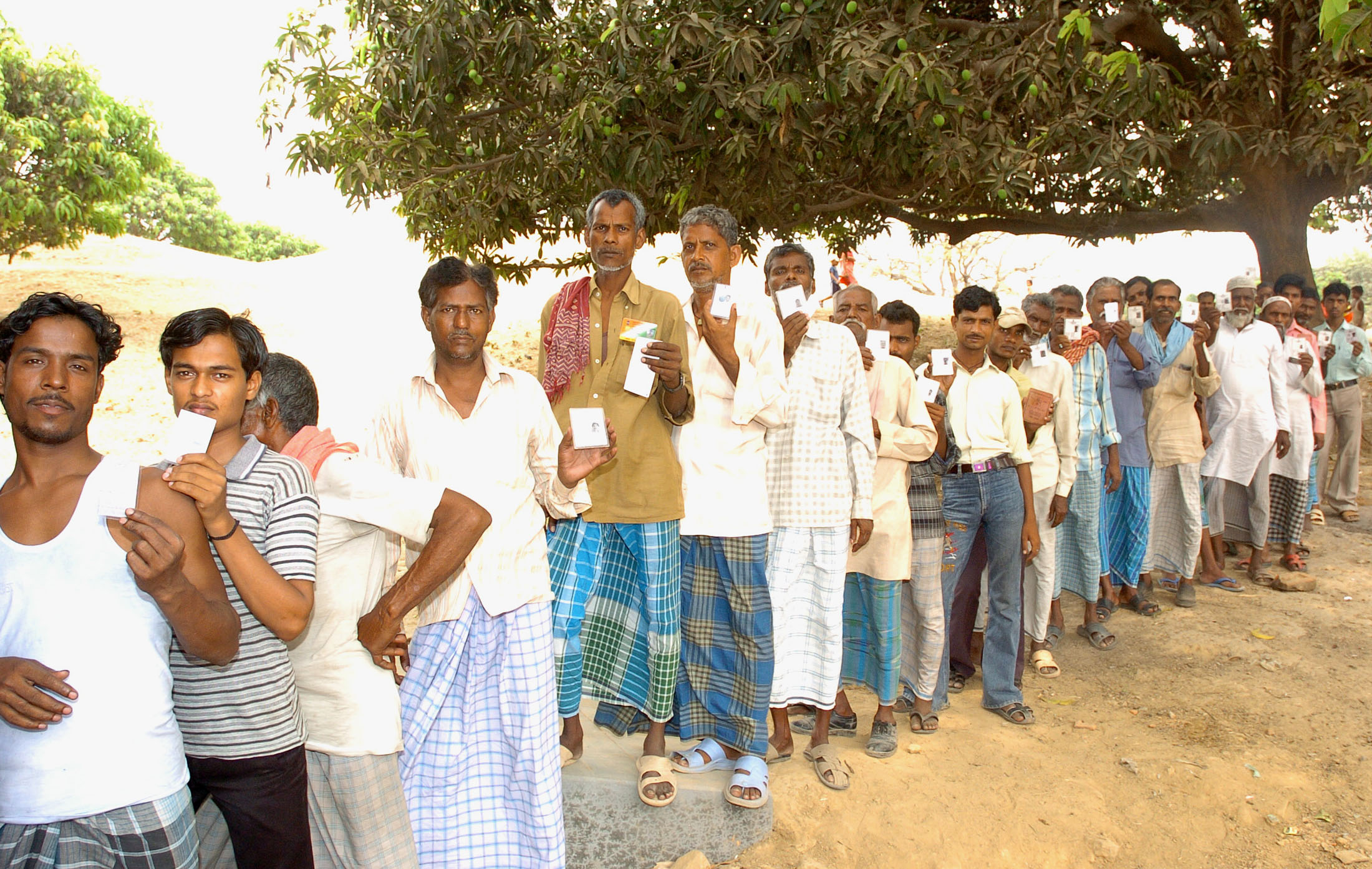
Wählerschlangen in Bhagalpur (Bihar) am 30. April 2009

Durch den obersten Wahlleiter, den Chief Election Commissioner of India N. Gopalaswami wurden am 2. März 2009 die folgenden Wahltermine festgelegt:
- 16. April – Andhra Pradesh, Arunachal Pradesh, Assam, Bihar, Jammu und Kashmir, Kerala, Maharashtra, Manipur, Meghalaya, Mizoram, Nagaland, Orissa, Uttar Pradesh, Chhattisgarh, Jharkhand, Andamanen und Nikobaren, Lakshadweep
- 22. April – Manipur
- 23. April – Andhra Pradesh, Assam, Bihar, Goa, Jammu und Kashmir, Karnataka, Madhya Pradesh, Maharashtra, Orissa, Tripura, Uttar Pradesh, Jharkhand
- 30. April – Bihar, Gujarat, Jammu und Kashmir, Karnataka, Madhya Pradesh, Maharashtra, Sikkim, Uttar Pradesh, Westbengalen, Dadra und Nagar Haveli, Daman und Diu
- 7. Mai – Bihar, Haryana, Jammu und Kashmir, Punjab, Rajasthan, Uttar Pradesh, Westbengalen, Delhi
- 13. Mai – Himachal Pradesh, Jammu und Kashmir, Punjab, Tamil Nadu, Uttar Pradesh, Westbengalen, Uttarakhand, Chandigarh, Puducherry

| Staaten und Unionsterritorien                            | Wahl- kreise                                             | Wahl- termine                                            | Phase 1                                                  | Phase 1                                                  | Phase 2                                                  | Phase 2                   | Phase 3                   | Phase 3                   | Phase 4                   | Phase 4           | Phase 5    | Phase 5           | Wahlbe- teiligung im Mittel |
| Staaten und Unionsterritorien                            | Wahl- kreise                                             | Wahl- termine                                            | 16. Apr.                                                 | Wahlbe- teiligung                                        | 22./23. Apr.                                             | Wahlbe- teiligung         | 30. Apr.                  | Wahlbe- teiligung         | 7. Mai                    | Wahlbe- teiligung | 13. Mai    | Wahlbe- teiligung | Wahlbe- teiligung im Mittel |
| -------------------------------------------------------- | -------------------------------------------------------- | -------------------------------------------------------- | -------------------------------------------------------- | -------------------------------------------------------- | -------------------------------------------------------- | ------------------------- | ------------------------- | ------------------------- | ------------------------- | ----------------- | ---------- | ----------------- | --------------------------- |
| Andamanen und Nikobaren                                  | 1                                                        | 1                                                        | 1                                                        | 64,15 %                                                  |                                                          | -                         |                           | -                         |                           | -                 |            | -                 | 64,15 %                     |
| Andhra Pradesh                                           | 42                                                       | 2                                                        | 22                                                       | 69,75 %                                                  | 20                                                       | 75,50 %                   |                           | -                         |                           | -                 |            | -                 | 72,40 %                     |
| Arunachal Pradesh                                        | 2                                                        | 1                                                        | 2                                                        | 65,00 %                                                  |                                                          | -                         |                           | -                         |                           | -                 |            | -                 | 65,00 %                     |
| Assam                                                    | 14                                                       | 2                                                        | 3                                                        | 67,61 %                                                  | 11                                                       | 70,06 %                   |                           | -                         |                           | -                 |            | -                 | 69,68 %                     |
| Bihar                                                    | 40                                                       | 4                                                        | 13                                                       | 43,21 %                                                  | 13                                                       | 45,83 %                   | 11                        | 46,12 %                   | 3                         | 37,00 %           |            | -                 | 44,27 %                     |
| Chandigarh                                               | 1                                                        | 1                                                        |                                                          | -                                                        |                                                          | -                         |                           | -                         |                           | -                 | 1          | 65,51 %           | 65,51 %                     |
| Chhattisgarh                                             | 11                                                       | 1                                                        | 11                                                       | 58,19 %                                                  |                                                          | -                         |                           | -                         |                           | -                 |            | -                 | 58,19 %                     |
| Dadra und Nagar Haveli                                   | 1                                                        | 1                                                        |                                                          | -                                                        |                                                          | -                         | 1                         | 73,22 %                   |                           | -                 |            | -                 | 73,22 %                     |
| Daman und Diu                                            | 1                                                        | 1                                                        |                                                          | -                                                        |                                                          | -                         | 1                         | 71,85 %                   |                           | -                 |            | -                 | 71,85 %                     |
| Delhi                                                    | 7                                                        | 1                                                        |                                                          | -                                                        |                                                          | -                         |                           | -                         | 7                         | 51,79 %           |            | -                 | 51,79 %                     |
| Goa                                                      | 2                                                        | 1                                                        |                                                          | -                                                        | 2                                                        | 55,42 %                   |                           | -                         |                           | -                 |            | -                 | 55,42 %                     |
| Gujarat                                                  | 26                                                       | 1                                                        |                                                          | -                                                        |                                                          | -                         | 26                        | 47,92 %                   |                           | -                 |            | -                 | 47,92 %                     |
| Haryana                                                  | 10                                                       | 1                                                        |                                                          | -                                                        |                                                          | -                         |                           | -                         | 10                        | 67,67 %           |            | -                 | 67,67 %                     |
| Himachal Pradesh                                         | 4                                                        | 1                                                        |                                                          | -                                                        |                                                          | -                         |                           | -                         |                           | -                 | 4          | 58,35 %           | 58,35 %                     |
| Jammu und Kashmir                                        | 6                                                        | 5                                                        | 1                                                        | 49,68 %                                                  | 1                                                        | 44,73 %                   | 1                         | 26,43 %                   | 1                         | 25,38 %           | 2          | 45,63 %           | 39,66 %                     |
| Jharkhand                                                | 14                                                       | 2                                                        | 6                                                        | 51,16 %                                                  | 8                                                        | 48,86 %                   |                           | -                         |                           | -                 |            | -                 | 49,77 %                     |
| Karnataka                                                | 28                                                       | 2                                                        |                                                          | -                                                        | 17                                                       | 60,00 %                   | 11                        | 58,48 %                   |                           | -                 |            | -                 | 59,44 %                     |
| Kerala                                                   | 20                                                       | 1                                                        | 20                                                       | 73,33 %                                                  |                                                          | -                         |                           | -                         |                           | -                 |            | -                 | 73,33 %                     |
| Lakshadweep                                              | 1                                                        | 1                                                        | 1                                                        | 86,10 %                                                  |                                                          | -                         |                           | -                         |                           | -                 |            | -                 | 86,10 %                     |
| Madhya Pradesh                                           | 29                                                       | 2                                                        |                                                          | -                                                        | 13                                                       | 51,39 %                   | 16                        | 51,22 %                   |                           | -                 |            | -                 | 51,30 %                     |
| Maharashtra                                              | 48                                                       | 3                                                        | 13                                                       | 55,74 %                                                  | 25                                                       | 49,18 %                   | 10                        | 41,24 %                   |                           | -                 |            | -                 | 49,17 %                     |
| Manipur                                                  | 2                                                        | 2                                                        | 1                                                        | 83,70 %                                                  | 1                                                        | 75,50 %                   |                           | -                         |                           | -                 |            | -                 | 79,80 %                     |
| Meghalaya                                                | 2                                                        | 1                                                        | 2                                                        | 64,40 %                                                  |                                                          | -                         |                           | -                         |                           | -                 |            | -                 | 64,40 %                     |
| Mizoram                                                  | 1                                                        | 1                                                        | 1                                                        | 50,93 %                                                  |                                                          | -                         |                           | -                         |                           | -                 |            | -                 | 50,93 %                     |
| Nagaland                                                 | 1                                                        | 1                                                        | 1                                                        | 90,21 %                                                  |                                                          | -                         |                           | -                         |                           | -                 |            | -                 | 90,21 %                     |
| Orissa                                                   | 21                                                       | 2                                                        | 10                                                       | 64,90 %                                                  | 11                                                       | 62,00 %                   |                           | -                         |                           | -                 |            | -                 | 63,35 %                     |
| Puducherry                                               | 1                                                        | 1                                                        |                                                          | -                                                        |                                                          | -                         |                           | -                         |                           | -                 | 1          | 79,70 %           | 79,70 %                     |
| Punjab                                                   | 13                                                       | 2                                                        |                                                          | -                                                        |                                                          | -                         |                           | -                         | 4                         | 72,78 %           | 9          | 68,13 %           | 69,58 %                     |
| Rajasthan                                                | 25                                                       | 1                                                        |                                                          | -                                                        |                                                          | -                         |                           | -                         | 25                        | 48,50 %           |            | -                 | 48,50 %                     |
| Sikkim                                                   | 1                                                        | 1                                                        |                                                          | -                                                        |                                                          | -                         | 1                         | 82,00 %                   |                           | -                 |            | -                 | 82,00 %                     |
| Tamil Nadu                                               | 39                                                       | 1                                                        |                                                          | -                                                        |                                                          | -                         |                           | -                         |                           | -                 | 39         | 72,46 %           | 72,46 %                     |
| Tripura                                                  | 2                                                        | 1                                                        |                                                          | -                                                        | 2                                                        | 83,91 %                   |                           | -                         |                           | -                 |            | -                 | 83,91 %                     |
| Uttar Pradesh                                            | 80                                                       | 5                                                        | 16                                                       | 45,37 %                                                  | 17                                                       | 45,48 %                   | 15                        | 46,12 %                   | 18                        | 48,00 %           | 14         | 47,55 %           | 46,45 %                     |
| Uttarakhand                                              | 5                                                        | 1                                                        |                                                          | -                                                        |                                                          | -                         |                           | -                         |                           | -                 | 5          | 53,67 %           | 53,67 %                     |
| Westbengalen                                             | 42                                                       | 3                                                        |                                                          | -                                                        |                                                          | -                         | 14                        | 80,71 %                   | 17                        | 82,60 %           | 11         | 76,30 %           | 78,93 %                     |
| Wahlkreise gesamt                                        | 543                                                      |                                                          | 124                                                      | 59,07 %                                                  | 141                                                      | 56,66 %                   | 107                       | 52,12 %                   | 85                        | 52,32 %           | 86         | 65,74 %           | 56,97 %                     |
| Staaten/Unionsterritorien, in denen gewählt wurde        | Staaten/Unionsterritorien, in denen gewählt wurde        | Staaten/Unionsterritorien, in denen gewählt wurde        | 17                                                       | 59,07 %                                                  | 13                                                       | 56,66 %                   | 11                        | 52,12 %                   | 8                         | 52,32 %           | 9          | 65,74 %           | 56,97 %                     |
|                                                          |                                                          |                                                          |                                                          |                                                          |                                                          |                           |                           |                           |                           |                   |            |                   |                             |
|                                                          |                                                          |                                                          |                                                          |                                                          |                                                          | Staaten/Unionsterritorien | Staaten/Unionsterritorien | Staaten/Unionsterritorien | Staaten/Unionsterritorien | Wahlkreise        | Wahlkreise | Wahlkreise        | Wahlkreise                  |
| Bundesstaaten und Unionsterritorien mit einem Wahltermin | Bundesstaaten und Unionsterritorien mit einem Wahltermin | Bundesstaaten und Unionsterritorien mit einem Wahltermin | Bundesstaaten und Unionsterritorien mit einem Wahltermin | Bundesstaaten und Unionsterritorien mit einem Wahltermin | Bundesstaaten und Unionsterritorien mit einem Wahltermin | 22                        | 22                        | 22                        | 22                        | 164               | 164        | 164               | 164                         |
| Bundesstaaten und Unionsterritorien mit 2 Wahlterminen   | Bundesstaaten und Unionsterritorien mit 2 Wahlterminen   | Bundesstaaten und Unionsterritorien mit 2 Wahlterminen   | Bundesstaaten und Unionsterritorien mit 2 Wahlterminen   | Bundesstaaten und Unionsterritorien mit 2 Wahlterminen   | Bundesstaaten und Unionsterritorien mit 2 Wahlterminen   | 8                         | 8                         | 8                         | 8                         | 163               | 163        | 163               | 163                         |
| Bundesstaaten und Unionsterritorien mit 3 Wahlterminen   | Bundesstaaten und Unionsterritorien mit 3 Wahlterminen   | Bundesstaaten und Unionsterritorien mit 3 Wahlterminen   | Bundesstaaten und Unionsterritorien mit 3 Wahlterminen   | Bundesstaaten und Unionsterritorien mit 3 Wahlterminen   | Bundesstaaten und Unionsterritorien mit 3 Wahlterminen   | 2                         | 2                         | 2                         | 2                         | 90                | 90         | 90                | 90                          |
| Bundesstaaten und Unionsterritorien mit 4 Wahlterminen   | Bundesstaaten und Unionsterritorien mit 4 Wahlterminen   | Bundesstaaten und Unionsterritorien mit 4 Wahlterminen   | Bundesstaaten und Unionsterritorien mit 4 Wahlterminen   | Bundesstaaten und Unionsterritorien mit 4 Wahlterminen   | Bundesstaaten und Unionsterritorien mit 4 Wahlterminen   | 1                         | 1                         | 1                         | 1                         | 40                | 40         | 40                | 40                          |
| Bundesstaaten und Unionsterritorien mit 5 Wahlterminen   | Bundesstaaten und Unionsterritorien mit 5 Wahlterminen   | Bundesstaaten und Unionsterritorien mit 5 Wahlterminen   | Bundesstaaten und Unionsterritorien mit 5 Wahlterminen   | Bundesstaaten und Unionsterritorien mit 5 Wahlterminen   | Bundesstaaten und Unionsterritorien mit 5 Wahlterminen   | 2                         | 2                         | 2                         | 2                         | 86                | 86         | 86                | 86                          |
| Gesamt                                                   | Gesamt                                                   | Gesamt                                                   | Gesamt                                                   | Gesamt                                                   | Gesamt                                                   | 35                        | 35                        | 35                        | 35                        | 543               | 543        | 543               | 543                         |
| Quelle: Election Commission of India                     |                                                          |                                                          |                                                          |                                                          |                                                          |                           |                           |                           |                           |                   |            |                   |                             |

## Ergebnisse

### Ergebnisse nach Parteienbündnissen

Ergebnis nach Wahlkreisen und Parteien (die meisten Parteien haben nur in jeweils einem oder zwei Bundesstaaten Mandate gewonnen, diese sind dann in Klammern vermerkt):
1. United Progressive Alliance
2. National Democratic Alliance
3. Third Front
4. Fourth Front
5. Unabhängige Kandidaten oder Regionalparteien mit nur einem oder zwei Mandaten

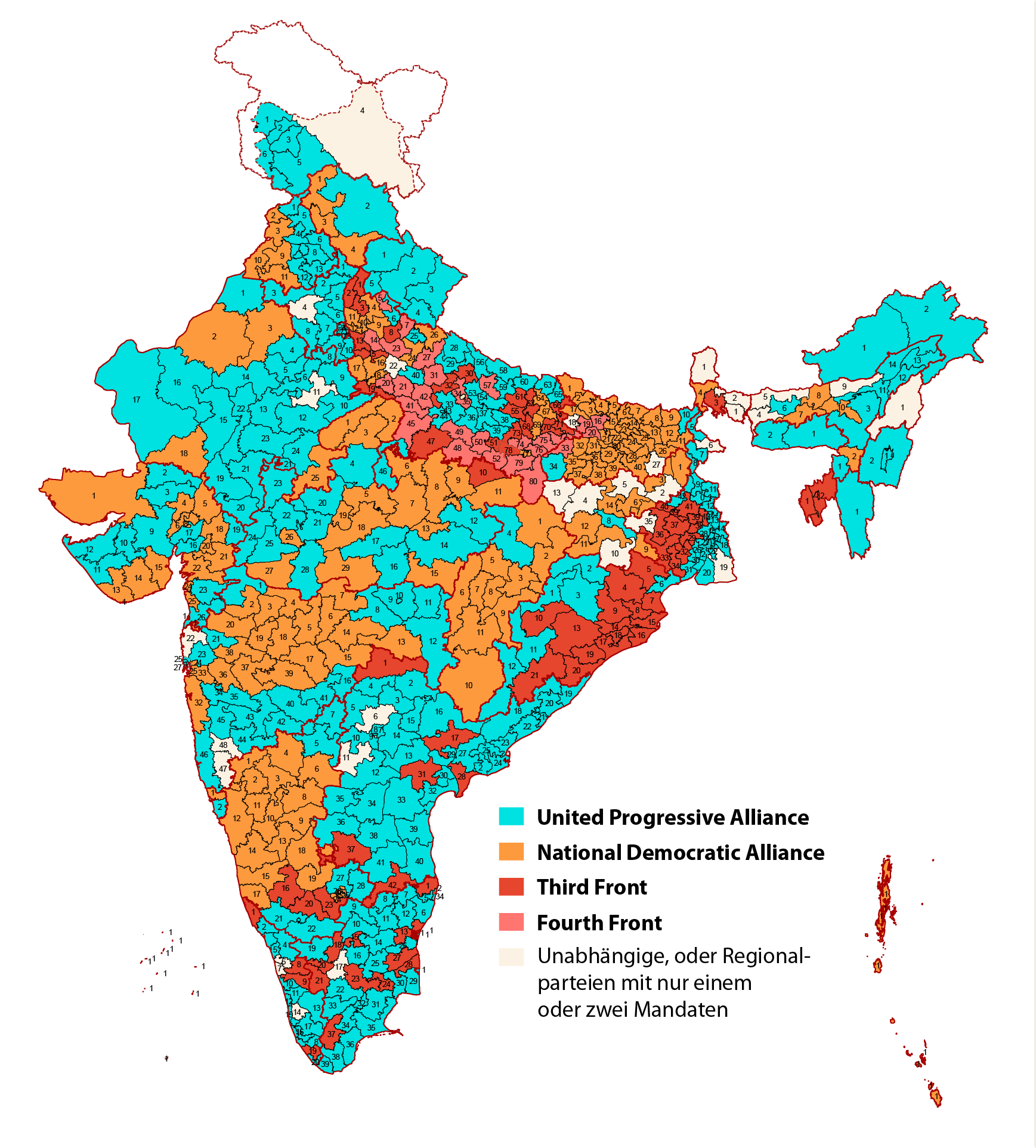
Ergebnisse der gesamtindischen Parlamentswahlen nach Parteienbündnissen und Wahlkreisen. Die Karte widerspiegelt die Parteienbündnisse vor der Wahl. Nach der Wahl haben sich durch den Wechsel kleinerer Parteien ins Lager der UPA etwas andere Ergebnisse ergeben.

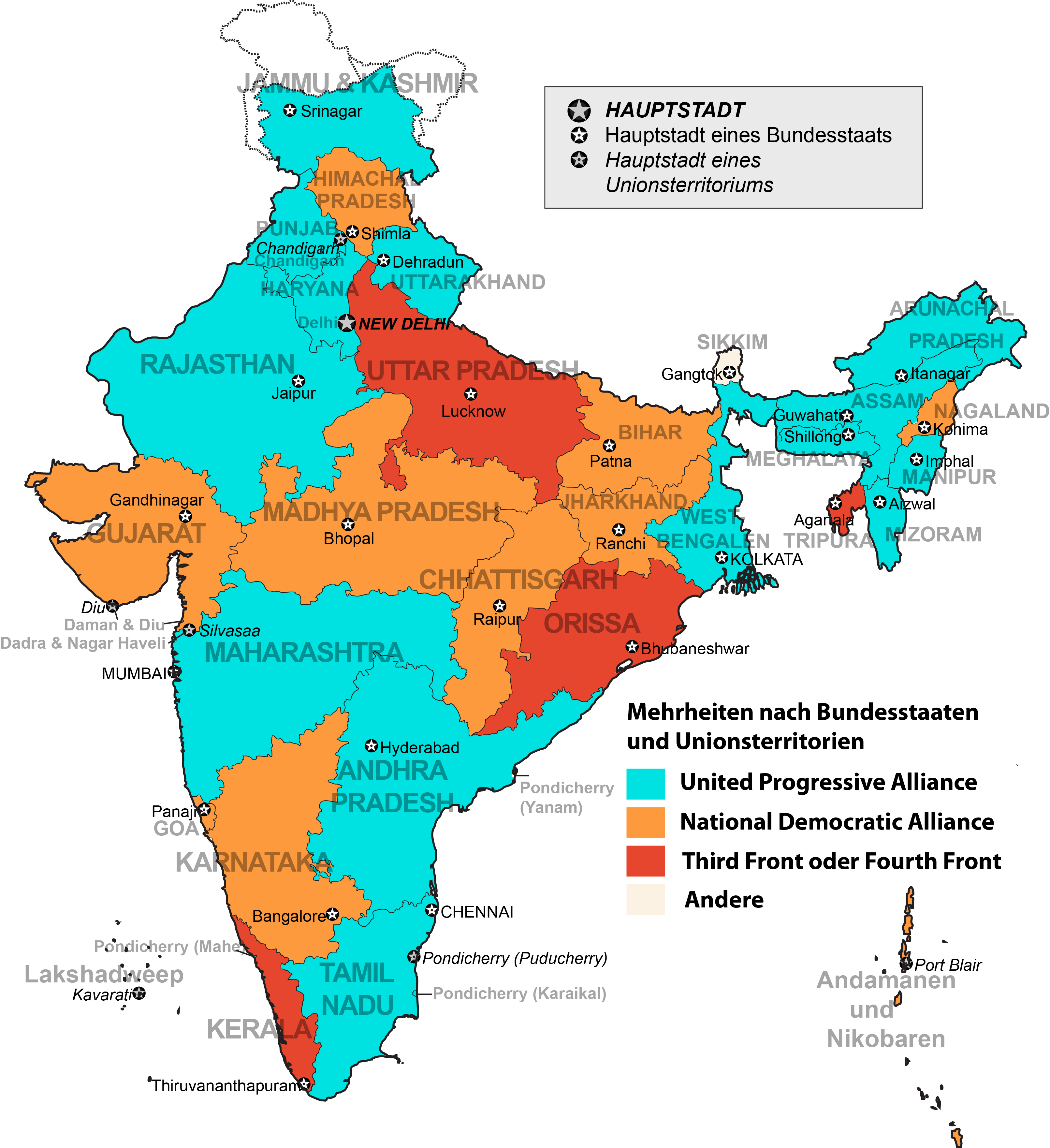
Mehrheiten nach Parteienkoalitionen und Bundesstaaten bzw. Unionsterritorien

Zusammensetzung der neu gewählten Lok Sabha (Farbgebung wie oben), Kleinparteien ohne Farbe sind von der Sitzordnung den Parteien zugeordnet, die sie unterstützen. Zwei Abgeordnete werden durch den Staatspräsidenten ernannt.
1. UPA: 262
2. NDA: 159
3. Third Front: 79
4. Fourth Front: 27
5. Alle übrigen: 16
6. Nominierte: 2

| Allianzen                             | Partei | Partei                                   | Sitze | Änderung |
| ------------------------------------- | ------ | ---------------------------------------- | ----- | -------- |
| UPA Sitze: 262 +80 ▲                  |        | Indischer Nationalkongress               | 206   | +61 ▲    |
| UPA Sitze: 262 +80 ▲                  |        | Dravida Munnetra Kazhagam                | 18    | +2 ▲     |
| UPA Sitze: 262 +80 ▲                  |        | Nationalist Congress Party               | 9     | ±0 ▬     |
| UPA Sitze: 262 +80 ▲                  |        | All India Trinamool Congress             | 19    | +17 ▲    |
| UPA Sitze: 262 +80 ▲                  |        | Jammu & Kashmir National Conference      | 3     | +1 ▲     |
| UPA Sitze: 262 +80 ▲                  |        | Jharkhand Mukti Morcha                   | 2     | −3 ▼     |
| UPA Sitze: 262 +80 ▲                  |        | All India Majlis-e-Ittehadul Muslimeen   | 1     | ±0 ▬     |
| UPA Sitze: 262 +80 ▲                  |        | Indian Union Muslim League               | 2     | +1 ▲     |
| UPA Sitze: 262 +80 ▲                  |        | Kerala Congress (Mani)                   | 1     | +1 ▲     |
| UPA Sitze: 262 +80 ▲                  |        | Viduthalai Chiruthaigal Katchi           | 1     | +1 ▲     |
| UPA Sitze: 262 +80 ▲                  |        | Republican Party of India (Athvale)      | 0     | −1 ▼     |
| NDA Sitze: 159 −17 ▼                  |        | Bharatiya Janata Party                   | 116   | −22 ▼    |
| NDA Sitze: 159 −17 ▼                  |        | Janata Dal (United)                      | 20    | +12 ▲    |
| NDA Sitze: 159 −17 ▼                  |        | Shiv Sena                                | 11    | −1 ▼     |
| NDA Sitze: 159 −17 ▼                  |        | Rashtriya Lok Dal                        | 5     | +2 ▲     |
| NDA Sitze: 159 −17 ▼                  |        | Shiromani Akali Dal                      | 4     | −4 ▼     |
| NDA Sitze: 159 −17 ▼                  |        | Telangana Rashtra Samithi                | 2     | −3 ▼     |
| NDA Sitze: 159 −17 ▼                  |        | Asom Gana Parishad                       | 1     | −1 ▼     |
| Third Front Sitze: 79 −29 ▼           |        | Communist Party of India (Marxist)       | 16    | −27 ▼    |
| Third Front Sitze: 79 −29 ▼           |        | Communist Party of India                 | 4     | −6 ▼     |
| Third Front Sitze: 79 −29 ▼           |        | Bahujan Samaj Party                      | 21    | +2 ▲     |
| Third Front Sitze: 79 −29 ▼           |        | Biju Janata Dal                          | 14    | +3 ▲     |
| Third Front Sitze: 79 −29 ▼           |        | All India Anna Dravida Munnetra Kazhagam | 9     | +9 ▲     |
| Third Front Sitze: 79 −29 ▼           |        | Telugu Desam Party                       | 6     | +1 ▲     |
| Third Front Sitze: 79 −29 ▼           |        | Janata Dal (Secular)                     | 3     | −1 ▼     |
| Third Front Sitze: 79 −29 ▼           |        | Revolutionary Socialist Party            | 2     | −1 ▼     |
| Third Front Sitze: 79 −29 ▼           |        | All India Forward Bloc                   | 2     | −1 ▼     |
| Third Front Sitze: 79 −29 ▼           |        | Haryana Janhit Congress                  | 1     | +1 ▲     |
| Third Front Sitze: 79 −29 ▼           |        | Marumalarchi Dravida Munnetra Kazhagam   | 1     | −3 ▼     |
| Third Front Sitze: 79 −29 ▼           |        | Pattali Makkal Katchi                    | 0     | −6 ▼     |
| Fourth Front Sitze: 27 −37 ▼          |        | Samajwadi Party                          | 23    | −13 ▼    |
| Fourth Front Sitze: 27 −37 ▼          |        | Rashtriya Janata Dal                     | 4     | −20 ▼    |
| Fourth Front Sitze: 27 −37 ▼          |        | Lok Janshakti Party                      | 0     | −4 ▼     |
| Andere und Unabhängige Sitze: 16 +3 ▲ |        | Assam United Democratic Front            | 1     | +1 ▲     |
| Andere und Unabhängige Sitze: 16 +3 ▲ |        | Bodoland People’s Front                  | 1     | +1 ▲     |
| Andere und Unabhängige Sitze: 16 +3 ▲ |        | Bahujan Vikas Aaghadi                    | 1     | +1 ▲     |
| Andere und Unabhängige Sitze: 16 +3 ▲ |        | Swabhimani Paksha                        | 1     | +1 ▲     |
| Andere und Unabhängige Sitze: 16 +3 ▲ |        | Nagaland People’s Front                  | 1     | ±0 ▬     |
| Andere und Unabhängige Sitze: 16 +3 ▲ |        | Sikkim Democratic Front                  | 1     | ±0 ▬     |
| Andere und Unabhängige Sitze: 16 +3 ▲ |        | Jharkhand Vikas Morcha (Prajatantrik)    | 1     | +1 ▲     |
| Andere und Unabhängige Sitze: 16 +3 ▲ |        | Unabhängige                              | 9     | +4 ▲     |

### Ergebnisse nach einzelnen Parteien
In der folgenden Tabelle sind nur Parteien aufgeführt, die mindestens 100.000 Wählerstimmen bekommen haben.
| Partei                                                                 | Allianz      | Stimmen (Zahl) | Stimmen (in %) | Sitze (Zahl) | Sitze (in %) |
| ---------------------------------------------------------------------- | ------------ | -------------- | -------------- | ------------ | ------------ |
| Indischer Nationalkongress                                             | UPA          | 119.110.776    | 28,55 %        | 206          | 37,94 %      |
| Bharatiya Janata Party                                                 | NDA          | 78.435.538     | 18,80 %        | 116          | 21,36 %      |
| Bahujan Samaj Party                                                    | Third Front  | 25.728.889     | 6,17 %         | 21           | 3,87 %       |
| Communist Party of India (Marxist)                                     | Third Front  | 22.219.022     | 5,33 %         | 16           | 2,95 %       |
| Unabhängige Kandidaten                                                 |              | 21.646.845     | 5,19 %         | 9            | 1,66 %       |
| Samajwadi Party                                                        | Fourth Front | 14.284.638     | 3,42 %         | 23           | 4,24 %       |
| All India Trinamool Congress                                           | UPA          | 13.355.986     | 3,20 %         | 19           | 3,50 %       |
| Telugu Desam Party                                                     | Third Front  | 10.481.348     | 2,51 %         | 6            | 1,10 %       |
| Nationalist Congress Party                                             | UPA          | 8.521.349      | 2,04 %         | 9            | 1,66 %       |
| Dravida Munnetra Kazhagam                                              | UPA          | 7.625.397      | 1,83 %         | 18           | 3,31 %       |
| All India Anna Dravida Munnetra Kazhagam                               | Third Front  | 6.953.591      | 1,67 %         | 9            | 1,66 %       |
| Biju Janata Dal                                                        | Third Front  | 6.612.552      | 1,59 %         | 14           | 2,58 %       |
| Praja Rajyam Party                                                     |              | 6.590.026      | 1,58 %         |              |              |
| Shiv Sena                                                              | NDA          | 6.454.850      | 1,55 %         | 11           | 2,03 %       |
| Janata Dal (United)                                                    | NDA          | 6.331.079      | 1,52 %         | 20           | 3,68 %       |
| Communist Party of India                                               | Third Front  | 5.951.736      | 1,43 %         | 4            | 0,74 %       |
| Rashtriya Janata Dal                                                   | Fourth Front | 5.279.059      | 1,27 %         | 4            | 0,74 %       |
| Shiromani Akali Dal                                                    | NDA          | 4.004.789      | 0,96 %         | 4            | 0,74 %       |
| Janata Dal (Secular)                                                   | Third Front  | 3.434.082      | 0,82 %         | 3            | 0,55 %       |
| Desiya Murpokku Dravida Kazhagam                                       |              | 3.126.117      | 0,75 %         |              |              |
| Telangana Rashtra Samithi                                              | NDA          | 2.582.326      | 0,62 %         | 2            | 0.,37 %      |
| Assam United Democratic Front                                          |              | 2.184.556      | 0,52 %         | 1            | 0,18 %       |
| Pattali Makkal Katchi                                                  | Third Front  | 1.944.619      | 0,47 %         |              |              |
| Lok Janshakti Party                                                    | Fourth Front | 1.892.420      | 0,45 %         |              |              |
| Rashtriya Lok Dal                                                      | NDA          | 1.821.054      | 0,44 %         | 5            | 0,92 %       |
| Asom Gana Parishad                                                     | NDA          | 1.773.103      | 0,43 %         | 1            | 0,18 %       |
| Jharkhand Mukti Morcha                                                 | UPA          | 1.665.173      | 0,40 %         | 2            | 0,37 %       |
| Revolutionary Socialist Party                                          | Third Front  | 1.573.690      | 0,38 %         | 2            | 0,37 %       |
| Maharashtra Navnirman Sena                                             |              | 1.503.872      | 0,36 %         |              |              |
| All India Forward Bloc                                                 | Third Front  | 1.345.397      | 0,32 %         | 2            | 0,37 %       |
| Indian National Lok Dal                                                | NDA          | 1.286.573      | 0,31 %         |              |              |
| Marumalarchi Dravida Munnetra Kazhagam                                 | Third Front  | 1.112.908      | 0,27 %         | 1            | 0,18 %       |
| Communist Party of India (Marxist-Leninist) Liberation                 |              | 1.044.511      | 0,25 %         |              |              |
| Jharkhand Vikas Morcha (Prajatantrik)                                  |              | 963.274        | 0,23 %         | 1            | 0,18 %       |
| Muslim League Kerala State Committee                                   | UPA          | 877.503        | 0,21 %         | 2            | 0,37 %       |
| Nagaland People’s Front                                                |              | 832.224        | 0,20 %         | 1            | 0,18 %       |
| Haryana Janhit Congress (BL)                                           | Third Front  | 816.395        | 0,20 %         | 1            | 0,18 %       |
| Viduthalai Chiruthaigal Katchi                                         | UPA          | 735.847        | 0,18 %         | 1            | 0,18 %       |
| Bodoland People’s Front                                                |              | 656.430        | 0,16 %         | 1            | 0,18 %       |
| Kongu Nadu Munnetra Kazhagam                                           |              | 579.703        | 0,14 %         |              |              |
| Lok Satta Party                                                        |              | 557.366        | 0,13 %         |              |              |
| Peace Party                                                            |              | 537.638        | 0,13 %         |              |              |
| Jammu and Kashmir People’s Democratic Party                            |              | 522.760        | 0,13 %         |              |              |
| Jammu & Kashmir National Conference                                    | UPA          | 498.374        | 0,12 %         | 3            | 0,55 %       |
| Apna Dal                                                               |              | 495.032        | 0,12 %         |              |              |
| Bharipa Bahujan Mahasangh                                              |              | 492.470        | 0,12 %         |              |              |
| Swabhimani Paksha                                                      |              | 481.025        | 0,12 %         | 1            | 0,18 %       |
| Kerala Congress (M)                                                    | UPA          | 404.962        | 0,10 %         | 1            | 0,18 %       |
| Republican Party of India (Athvale)                                    | UPA          | 378.928        | 0,09 %         |              |              |
| Kerala Congress                                                        |              | 333.688        | 0,08 %         |              |              |
| Suheldev Bhartiya Samaj Party                                          |              | 319.307        | 0,08 %         |              |              |
| All India Majlis-e-Ittehadul Muslimeen                                 | UPA          | 308.061        | 0,07 %         | 1            | 0,18 %       |
| Republican Party of India                                              |              | 295.468        | 0,07 %         |              |              |
| Pyramid Party of India                                                 |              | 285.354        | 0,07 %         |              |              |
| Loktantrik Samata Dal                                                  |              | 270.040        | 0,06 %         |              |              |
| Mahagujarat Janta Party                                                |              | 245.171        | 0,06 %         |              |              |
| Bahujan Vikas Aaghadi                                                  |              | 223.234        | 0,05 %         | 1            | 0,18 %       |
| People’s Democratic Alliance                                           |              | 223.161        | 0,05 %         |              |              |
| Gondvana Gantantra Party                                               |              | 220.741        | 0,05 %         |              |              |
| Rashtriya Samaj Paksha                                                 |              | 215.032        | 0,05 %         |              |              |
| Swatantra Bharat Paksha                                                |              | 188.608        | 0,05 %         |              |              |
| Indian Justice Party                                                   |              | 177.758        | 0,04 %         |              |              |
| Sikkim Democratic Front                                                |              | 159.351        | 0,04 %         | 1            | 0,18 %       |
| Rashtriya Samanta Dal                                                  |              | 153.455        | 0,04 %         |              |              |
| Rashtriya Swabhimaan Party                                             |              | 152.633        | 0,04 %         |              |              |
| All Jharkhand Students Union                                           |              | 148.879        | 0,04 %         |              |              |
| Rashtrawadi Sena                                                       |              | 144.735        | 0,03 %         |              |              |
| Rashtriya Dehat Morcha Party                                           |              | 139.405        | 0,03 %         |              |              |
| Samruddha Odisha                                                       |              | 131.379        | 0,03 %         |              |              |
| Janvadi Party (Socialist)                                              |              | 129.595        | 0,03 %         |              |              |
| Jharkhand Party                                                        |              | 125.900        | 0,03 %         |              |              |
| United Democratic Party                                                |              | 124.402        | 0,03 %         |              |              |
| Autonomous State Demand Committee                                      |              | 123.287        | 0,03 %         |              |              |
| Puthiya Tamilagam                                                      |              | 120.797        | 0,03 %         |              |              |
| Lok Bhalai Party                                                       |              | 118.470        | 0,03 %         |              |              |
| Jharkhand Party (Naren)                                                |              | 104.600        | 0,03 %         |              |              |
| Jharkhand Disom Party                                                  |              | 102.698        | 0,02 %         |              |              |
| Manipur People’s Party                                                 |              | 101.787        | 0,02 %         |              |              |
| Alle Parteien mit jeweils weniger als 100.000 Stimmen zusammengenommen |              | 4.061.696      | 0,97 %         |              |              |
| Total                                                                  | Total        | 417,156,494    | 100,00 %       | 543          | 100,00 %     |

### Ergebnisse nach Bundesstaaten und Unionsterritorien
Die jeweiligen Wahlsieger (relative oder absolute Mehrheit) sind fett gedruckt (Quelle: Indian Election Commission).
| Staat (Sitze)               | Partei                                   | Sitze | % Stimmen | Allianz      |
| --------------------------- | ---------------------------------------- | ----- | --------- | ------------ |
| Andhra Pradesh (42)         | Indischer Nationalkongress               | 33    | 38,95 %   | UPA          |
| Andhra Pradesh (42)         | Telugu Desam Party                       | 6     | 24,93 %   | Third Front  |
| Andhra Pradesh (42)         | Telangana Rashtra Samithi                | 2     | 6,14 %    | NDA          |
| Andhra Pradesh (42)         | All India Majlis-e-Ittehadul Muslimeen   | 1     |           | UPA          |
| Arunachal Pradesh (2)       | Indischer Nationalkongress               | 2     | 51,11 %   | UPA          |
| Assam (14)                  | Indischer Nationalkongress               | 7     | 33,91 %   | UPA          |
| Assam (14)                  | Bharatiya Janata Party                   | 4     | 17,21 %   | NDA          |
| Assam (14)                  | Assam United Democratic Front            | 1     | 17,10 %   | Keine        |
| Assam (14)                  | Asom Gana Parishad                       | 1     | 12,61 %   | NDA          |
| Assam (14)                  | Bodoland People’s Front                  | 1     |           | Keine        |
| Bihar (40)                  | Janata Dal (United)                      | 20    | 24,04 %   | NDA          |
| Bihar (40)                  | Bharatiya Janata Party                   | 12    | 13,93 %   | NDA          |
| Bihar (40)                  | Rashtriya Janata Dal                     | 4     | 19,30 %   | Fourth Front |
| Bihar (40)                  | Indischer Nationalkongress               | 2     | 10,26 %   | UPA          |
| Bihar (40)                  | Unabhängige                              | 2     |           | Keine        |
| Chhattisgarh (11)           | Bharatiya Janata Party                   | 10    | 45.03%    | NDA          |
| Chhattisgarh (11)           | Indischer Nationalkongress               | 1     | 37,31 %   | UPA          |
| Goa (2)                     | Bharatiya Janata Party                   | 1     | 44,78 %   | NDA          |
| Goa (2)                     | Indischer Nationalkongress               | 1     | 22,60 %   | UPA          |
| Gujarat (26)                | Bharatiya Janata Party                   | 15    | 46,52 %   | NDA          |
| Gujarat (26)                | Indischer Nationalkongress               | 11    | 43,38 %   | UPA          |
| Haryana (10)                | Indischer Nationalkongress               | 9     | 41,77 %   | UPA          |
| Haryana (10)                | Haryana Janhit Congress                  | 1     |           | Third Front  |
| Himachal Pradesh (4)        | Bharatiya Janata Party                   | 3     | 49,58 %   | NDA          |
| Himachal Pradesh (4)        | Indischer Nationalkongress               | 1     | 45,61 %   | UPA          |
| Jammu und Kashmir (6)       | Jammu & Kashmir National Conference      | 3     | 19,11 %   | UPA          |
| Jammu und Kashmir (6)       | Indischer Nationalkongress               | 2     | 24,67 %   | UPA          |
| Jammu und Kashmir (6)       | Unabhängige                              | 1     |           | Keine        |
| Jharkhand (14)              | Bharatiya Janata Party                   | 8     | 27,53 %   | NDA          |
| Jharkhand (14)              | Jharkhand Mukti Morcha                   | 2     | 11,70 %   | UPA          |
| Jharkhand (14)              | Indischer Nationalkongress               | 1     | 15,02 %   | UPA          |
| Jharkhand (14)              | Jharkhand Vikas Morcha (Prajatantrik)    | 1     |           | Keine        |
| Jharkhand (14)              | Unabhängige                              | 2     |           | Keine        |
| Karnataka (28)              | Bharatiya Janata Party                   | 19    | 41,63 %   | NDA          |
| Karnataka (28)              | Indischer Nationalkongress               | 6     | 37,65 %   | UPA          |
| Karnataka (28)              | Janata Dal (Secular)                     | 3     | 13,57 %   | Third Front  |
| Kerala (20)                 | Indischer Nationalkongress               | 13    | 40,13 %   | UPA          |
| Kerala (20)                 | Left Democratic Front                    | 4     |           | Third Front  |
| Kerala (20)                 | Indian Union Muslim League               | 2     |           | UPA          |
| Kerala (20)                 | Kerala Congress (M)                      | 1     | 2,53 %    | UPA (1)      |
| Madhya Pradesh (29)         | Bharatiya Janata Party                   | 16    | 43,45 %   | NDA          |
| Madhya Pradesh (29)         | Indischer Nationalkongress               | 12    | 40,14 %   | UPA          |
| Madhya Pradesh (29)         | Bahujan Samaj Party                      | 1     | 5,85 %    | Third Front  |
| Maharashtra (48)            | Indischer Nationalkongress               | 17    | 19,61 %   | UPA          |
| Maharashtra (48)            | Shiv Sena                                | 11    | 17,00 %   | NDA          |
| Maharashtra (48)            | Bharatiya Janata Party                   | 9     | 18,17 %   | NDA          |
| Maharashtra (48)            | Nationalist Congress Party               | 8     | 19,28 %   | UPA          |
| Maharashtra (48)            | Bahujan Vikas Aaghadi                    | 1     |           | Keine        |
| Maharashtra (48)            | Swabhimani Paksha                        | 1     |           | Keine        |
| Maharashtra (48)            | Unabhängige                              | 1     |           | Keine        |
| Manipur (2)                 | Indischer Nationalkongress               | 2     | 42,96 %   | UPA          |
| Meghalaya (2)               | Indischer Nationalkongress               | 1     | 44,84 %   | UPA          |
| Meghalaya (2)               | Nationalist Congress Party               | 1     | 18,78 %   | UPA          |
| Mizoram (1)                 | Indischer Nationalkongress               | 1     | 65,58 %   | UPA          |
| Nagaland (1)                | Nagaland People’s Front                  | 1     | 69,96 %   | Keine        |
| Orissa (21)                 | Biju Janata Dal                          | 14    | 37,23 %   | Third Front  |
| Orissa (21)                 | Indischer Nationalkongress               | 6     | 32,75 %   | UPA          |
| Orissa (21)                 | Communist Party of India                 | 1     | 2,57 %    | Third Front  |
| Punjab (13)                 | Indischer Nationalkongress               | 8     | 45,23 %   | UPA          |
| Punjab (13)                 | Shiromani Akali Dal                      | 4     | 33,85 %   | NDA          |
| Punjab (13)                 | Bharatiya Janata Party                   | 1     | 10,06 %   | NDA          |
| Rajasthan (25)              | Indischer Nationalkongress               | 20    | 47,19 %   | UPA          |
| Rajasthan (25)              | Bharatiya Janata Party                   | 4     | 36,57 %   | NDA          |
| Rajasthan (25)              | Unabhängige                              | 1     |           | Keine        |
| Sikkim (1)                  | Sikkim Democratic Front                  | 1     | 63,30 %   | Keine        |
| Tamil Nadu (39)             | Dravida Munnetra Kazhagam                | 18    | 25,10 %   | UPA          |
| Tamil Nadu (39)             | All India Anna Dravida Munnetra Kazhagam | 9     | 22,89 %   | Third Front  |
| Tamil Nadu (39)             | Indischer Nationalkongress               | 8     | 15,03 %   | UPA          |
| Tamil Nadu (39)             | Communist Party of India                 | 1     | 2,85 %    | Third Front  |
| Tamil Nadu (39)             | Communist Party of India (Marxist)       | 1     | 2,20 %    | Third Front  |
| Tamil Nadu (39)             | Marumalarchi Dravida Munnetra Kazhagam   | 1     | 3,66 %    | Third Front  |
| Tamil Nadu (39)             | Viduthalai Chiruthaigal Katchi           | 1     |           | UPA          |
| Tripura (2)                 | Communist Party of India (Marxist)       | 2     | 61,69 %   | Third Front  |
| Uttar Pradesh (80)          | Samajwadi Party                          | 23    | 23,26 %   | Fourth Front |
| Uttar Pradesh (80)          | Indischer Nationalkongress               | 21    | 18,25 %   | UPA          |
| Uttar Pradesh (80)          | Bahujan Samaj Party                      | 20    | 27,42 %   | Third Front  |
| Uttar Pradesh (80)          | Bharatiya Janata Party                   | 10    | 17,50 %   | NDA          |
| Uttar Pradesh (80)          | Rashtriya Lok Dal                        | 5     |           | NDA          |
| Uttar Pradesh (80)          | Unabhängige                              | 1     |           | Keine        |
| Uttarakhand (5)             | Indischer Nationalkongress               | 5     | 43,13 %   | UPA          |
| Westbengalen (42)           | All India Trinamool Congress             | 19    | 31,17 %   | UPA          |
| Westbengalen (42)           | Left Front                               | 15    |           | Third Front  |
| Westbengalen (42)           | Indischer Nationalkongress               | 6     | 13,45 %   | UPA          |
| Westbengalen (42)           | Bharatiya Janata Party                   | 1     | 6,14 %    | NDA          |
| Westbengalen (42)           | Socialist Unity Centre of India          | 1     |           | UPA          |
| Unions- territorium (Sitze) | Partei                                   | Sitze | % Stimmen | Allianz      |
| Andamanen und Nikobaren (1) | Bharatiya Janata Party                   | 1     | 44,21 %   | NDA          |
| Chandigarh (1)              | Indischer Nationalkongress               | 1     | 46,87 %   | UPA          |
| Dadra und Nagar Haveli (1)  | Bharatiya Janata Party                   | 1     | 46,43 %   | NDA          |
| Daman und Diu (1)           | Bharatiya Janata Party                   | 1     | 65,49 %   | NDA          |
| Delhi (7)                   | Indischer Nationalkongress               | 7     | 57,11 %   | UPA          |
| Lakshadweep (1)             | Indischer Nationalkongress               | 1     | 51,88 %   | UPA          |
| Puducherry (1)              | Indischer Nationalkongress               | 1     | 49,41 %   | UPA          |

## Entwicklung unmittelbar nach der Wahl
| Partei/Allianz              | Sitze |
| --------------------------- | ----- |
| United Progressive Alliance | 262   |
| Rashtriya Lok Dal           | 5     |
| Janata Dal (Secular)        | 3     |
| Unabhängige                 | 4     |
| Unterstützung von außerhalb |       |
| Samajwadi Party             | 23    |
| Bahujan Samaj Party         | 21    |
| Rashtriya Janata Dal        | 4     |
| Gesamt                      | 322   |

Nach der Wahl löste die Staatspräsidentin Indiens, Pratibha Devisingh Patil, mit Wirkung vom 18. Mai 2009 die Lok Sabha auf. Am 19. Mai wurden Premierminister Manmohan Singh und Sonia Gandhi als Parteiführer (Party leader) und Vorsitzende (Chairperson) der Parlamentsfraktion des Indischen Nationalkongresses wiedergewählt. Am 20. Mai beauftragte die Präsidentin Manmohan Singh mit der neuen Regierungsbildung.
 Die Parteien der Kongresspartei-geführten United Progressive Alliance hatten bei der Wahl knapp die absolute Mehrheit verfehlt. Um eine mögliche Regierungsbeteiligung der BJP zu verhindern, erklärten einige Parteien, die nicht der UPA angehören, die Regierung in der kommenden fünfjährigen Legislaturperiode unterstützen zu wollen. Zu diesen Parteien gehörten Janata Dal (Secular) (3 Mandate), Rashtriya Janata Dal (4 Mandate), die Bahujan Samaj Party (21 Mandate) und die Samajwadi Party (23 Mandate).

Zwei Parteien (Janata Dal (Secular) − 3 Mandate, vorher Third Front; Rashtriya Lok Dal – 5 Mandate, vorher National Democratic Alliance) erklärten ihren Wechsel ins Regierungslager und erhielten dafür Ministerposten in der künftigen Regierung zugesprochen.
Aufgrund von Differenzen bei der Verteilung der zukünftigen Ministerposten erklärte die Dravida Munnetra Kazhagam-Partei (DMK, 18 Mandate) am 21. Mai ihren Austritt aus der United Progressive Alliance. Sie wollte die Regierung außerhalb der UPA jedoch weiter unterstützen. Weitere Verhandlungen führten jedoch zu einer Einigung mit der Kongresspartei, und am 25. Mai 2009 entschied sich die DMK, offiziell in der Regierung mitzuarbeiten. Die Zusammensetzung der neuen Regierung (Kabinett Manmohan Singh II) wurde am 31. Mai 2009 bekanntgegeben.